# Ngày hội văn hóa của người Hoa
Ngày hội văn hóa của người Hoa là một lễ hội của người Việt gốc Hoa được tổ chức đầu tháng 3 năm 2007 và bế mạc vào ngày 4 tháng 3 năm 2007 tại Thành phố Hồ Chí Minh. Người Hoa ở Thành phố Hồ Chí Minh là một cộng đồng lớn có hơn 500.000 dân, có vai trò to lớn về kinh tế và văn hóa lớn đối với thành phố Hồ Chí Minh. Dịp lễ hội này là cơ hội cho người Hoa triển lãm những thành tựu kinh tế, văn hóa, xã hội của cộng đồng người Hoa. Các nội dung lễ hội được tổ chức mang đậm màu sắc văn hóa Trung Hoa và Việt Nam.